# Anna Janko

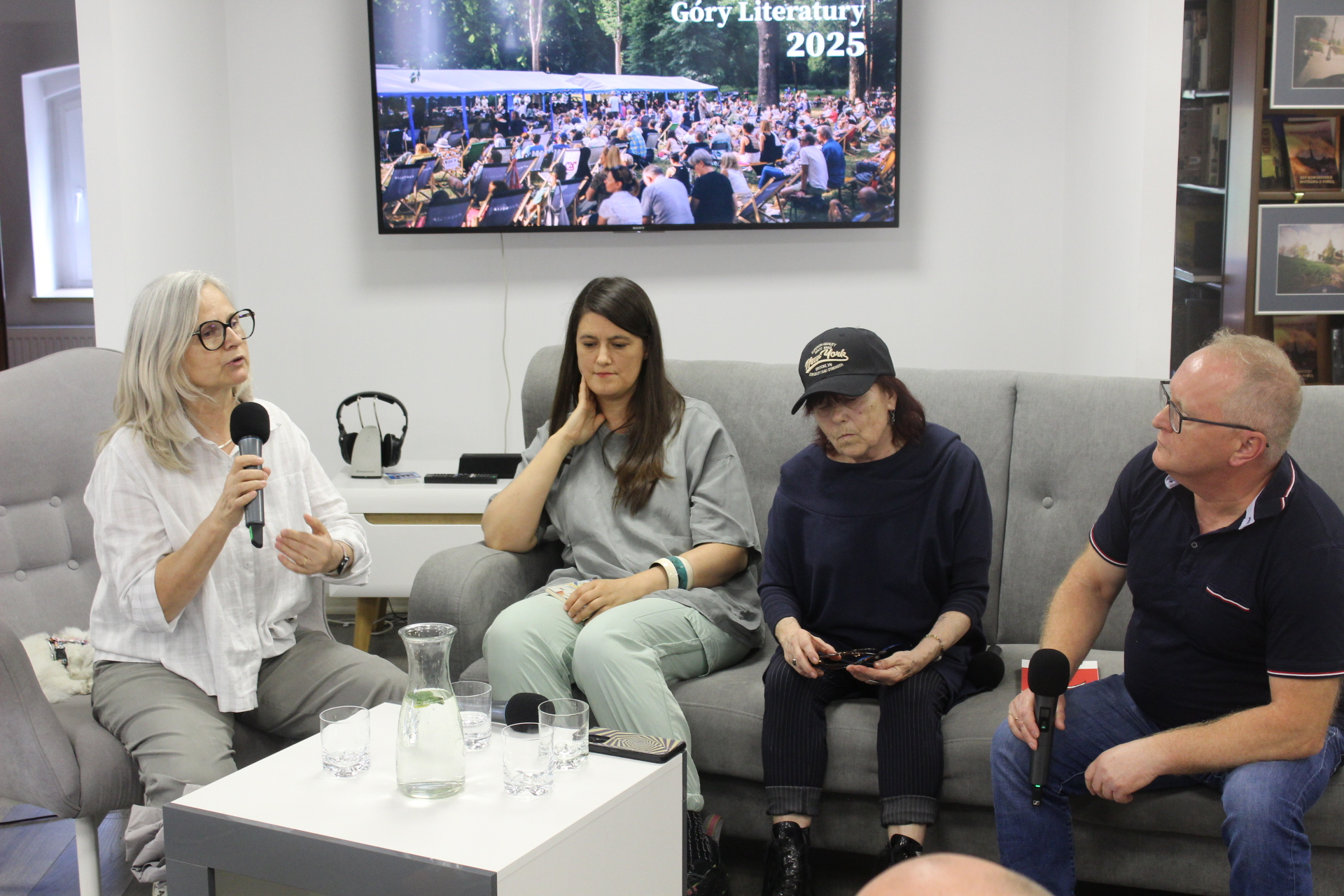
Anna Janko, Bianka Rolando, Mirka Szychowiak, Karol Maliszewski

Anna Janko (ur. jako Aneta Jankowska 27 sierpnia 1957 w Rybniku) – polska poetka, pisarka, felietonistka, krytyczka literacka.

## Życiorys
Jest córką poetów Teresy Ferenc i Zbigniewa Jankowskiego. Ukończyła polonistykę na Uniwersytecie Gdańskim (praca magisterska u prof. Marii Janion).
Debiutowała w 1975 r. wierszami w „Życiu Literackim”. W 1977, jako 19-letnia autorka, opublikowała pierwszy tomik poetycki. W drugiej połowie lat 70. związana była z formacją poetycką Nowa Prywatność.
Pracując w l. 1997–2002 w Wydawnictwie Prószyński i S-ka tworzyła i redagowała autorską serię pn. To jest poezja, w której ukazało się 20 tomów wierszy najwybitniejszych poetów polskich i europejskich. Współpracowała z wrocławskim miesięcznikiem „Odra”, II programem Polskiego Radia, czasopismem „Pani”. Od 2007 r. współpracuje ze „Zwierciadłem”.
Jej utwory ukazały się m.in. w Niemczech, Francji, USA, Czechach, na Węgrzech, w Chorwacji i Serbii.
Krytyk literacki Artur Sandauer nazwał Annę Janko: „Rimbaud w spódnicy”.
Jest członkinią PEN-clubu i Stowarzyszenia Pisarzy Polskich. Mieszka pod Warszawą.

## Twórczość

### Poezja
- List do królika doświadczalnego, 1977
- Wykluwa się staruszka, 1979
- Diabłu świeca, 1980
- Koronki na rany, 1989
- Zabici czasem długo stoją, 1995
- Świetlisty cudzoziemiec, 2000
- Du bist Der, niemieckojęzyczny wybór wierszy Berlin 2000
- Wiersze z cieniem, 2010
- Miłość, śmierć i inne wzory, autorski wybór wierszy, 2016
- Załamanie pogody, autorski wybór wierszy, 2024[4]

### Proza
- Dziewczyna z zapałkami, Nowy Świat 2007, 2009, 2010, 2012 (Wydawnictwo Literackie)
- Maciupek i Maleńtas. Niezwykłe przygody w Brzuchu Mamy, Nasza Księgarnia 2012
- Pasja według św. Hanki, Wydawnictwo Literackie 2012
- Boscy i nieznośni. Niezwykłe biografie, Wydawnictwo Zwierciadło, 2012
- Mała zagłada, Wydawnictwo Literackie, 2015
- Przeglądarka. Felietony poufałe, 2016
- Oleś i Pani Róża, Wydawnictwo Literackie, 2018

### Dramat
- Rzeź lalek, 1981, Teatr Współczesny w Szczecinie, reż. Andrzej Chrzanowski.
- Śmierć to dobry początek, słuchowisko radiowe, 2 program Polskiego Radia, 2005, reż. Henryk Rozen.

## Nagrody
- Nagroda Młodych im Włodzimierza Pietrzaka za twórczość poetycką, 1980.
- Nagroda Gdańska Książka Roku za tom Diabłu świeca, 1981.
- Nagroda Związku Pisarzy Niezależnych w Dreźnie za twórczość poetycką, 1993.
- Nominacja do Nagrody Literackiej Nike za tom Świetlisty cudzoziemiec, 2001[5].
- Nagroda Książka Wiosny 2007 Poznańskiego Przeglądu Nowości Wydawniczych za powieść Dziewczyna z zapałkami
- Nagroda Warszawskiej Premiery Literackiej za powieść Dziewczyna z zapałkami, Książka Czerwca 2007
- Nominacja do Nagrody Literackiej Srebrny Kałamarz im. Hermenegildy Kociubińskiej, 2008
- Nominacja do Nagrody Mediów Cogito za powieść Dziewczyna z zapałkami, 2008
- Nominacja do Literackiej Nagrody Europy Środkowej Angelus za powieść Dziewczyna z zapałkami, 2008
- Nagroda Literacka im. Władysława Reymonta, za powieść Dziewczyna z zapałkami, 2008[6]
- Nagroda Książka Lata 2012 Poznańskiego Przeglądu Nowości Wydawniczych, za Pasję według św. Hanki
- Nominacja do Nagrody Literackiej dla Autorki Gryfia 2013, za Pasję według św. Hanki (finalistka)
- Nominacja do Literackiej Nagrody Nike 2013, za powieść Pasja według św. Hanki[7]
- Wyróżnienie w Ogólnopolskim Konkursie im. Kornela Makuszyńskiego za książkę dla dzieci Maciupek i Maleńtas. Niezwykłe przygody w brzuchu Mamy, 2013
- Nominacja do Nagrody Literackiej i Historycznej Identitas[8] za książkę Mała zagłada, 2015
- Nominacja w III edycji Nagrody Newsweeka im. Teresy Torańskiej (2015) w kategorii „Najlepsza książka” za książkę Mała zagłada[9]
- Nagroda miesięcznika „Nowe książki” za rok 2015 za książkę Mała zagłada[10]
- Nagroda Literacka m.st. Warszawy 2016 w kategorii proza za książkę Mała zagłada[11]
- Nagroda Literacka dla Autorki „Gryfia” 2016 za książkę Mała zagłada[12]
- Finał Literackiej Nagrody Europy Środkowej Angelus za książkę Mała zagłada[13]

## W filmie
W 2018 roku, reżyserka Natalia Koryncka-Gruz, nakręciła na podstawie książki Anny Janko Mała Zagłada film dokumentalny pod tym samym tytułem. Opowiada on o pokoleniowym dziedziczeniu wojennej traumy. Punktem wyjścia jest rodzinna historia z II wojny światowej i okupacji niemieckiej w Polsce. Podczas Aktion Zamość na Zamojszczyźnie Niemcy spalili i wymordowali ludność wsi Sochy, w tym zamordowali rodziców 9-letniej wówczas Teresy Ferenc, matki Anny Janko. Film otrzymał główne nagrody na zagranicznych festiwalach.